# Netscher

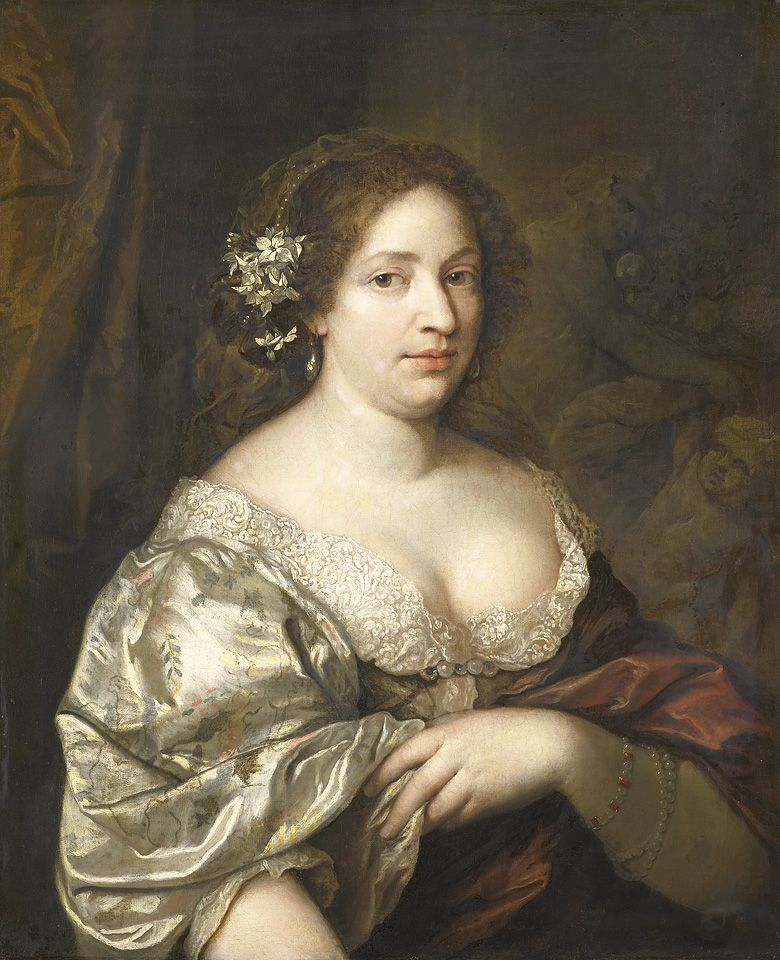
Margaretha Godijn (-1694), vrouw van Caspar Netscher, door de laatste, ca. 1680

Netscher (ook: Van der Gon Netscher) is de naam van een Nederlandse, uit Duitsland (Heidelberg) afkomstige familie die enkele bekende kunstschilders, een criticus en  militairen voortbracht, en werd opgenomen in het Nederland's Patriciaat.

## Geschiedenis
De stamreeks begint met Johann Netscher, geboren omstreeks 1600, een beeldhouwer, die zich vestigde in Heidelberg. Zijn zoon, de bekende portretschilder Caspar Netscher (1636/1639-1684) vestigde zich in 's-Gravenhage. Een zoon van Caspar, Constantijn Netscher (1668-1723) was net als zijn vader portretschilder.
Een achterkleinzoon van de laatste, Franciscus Marinus Netscher (1782-1828) trouwde in 1808 met Elizabeth van der Gon (1785-1868); hun oudste zoon voegde de naam van zijn moeder aan de zijne toe en werd daarmee stamvader van de tak Van der Gon Netscher.
De familie werd in 1918 opgenomen in het Nederland's Patriciaat.

## Enkele telgen

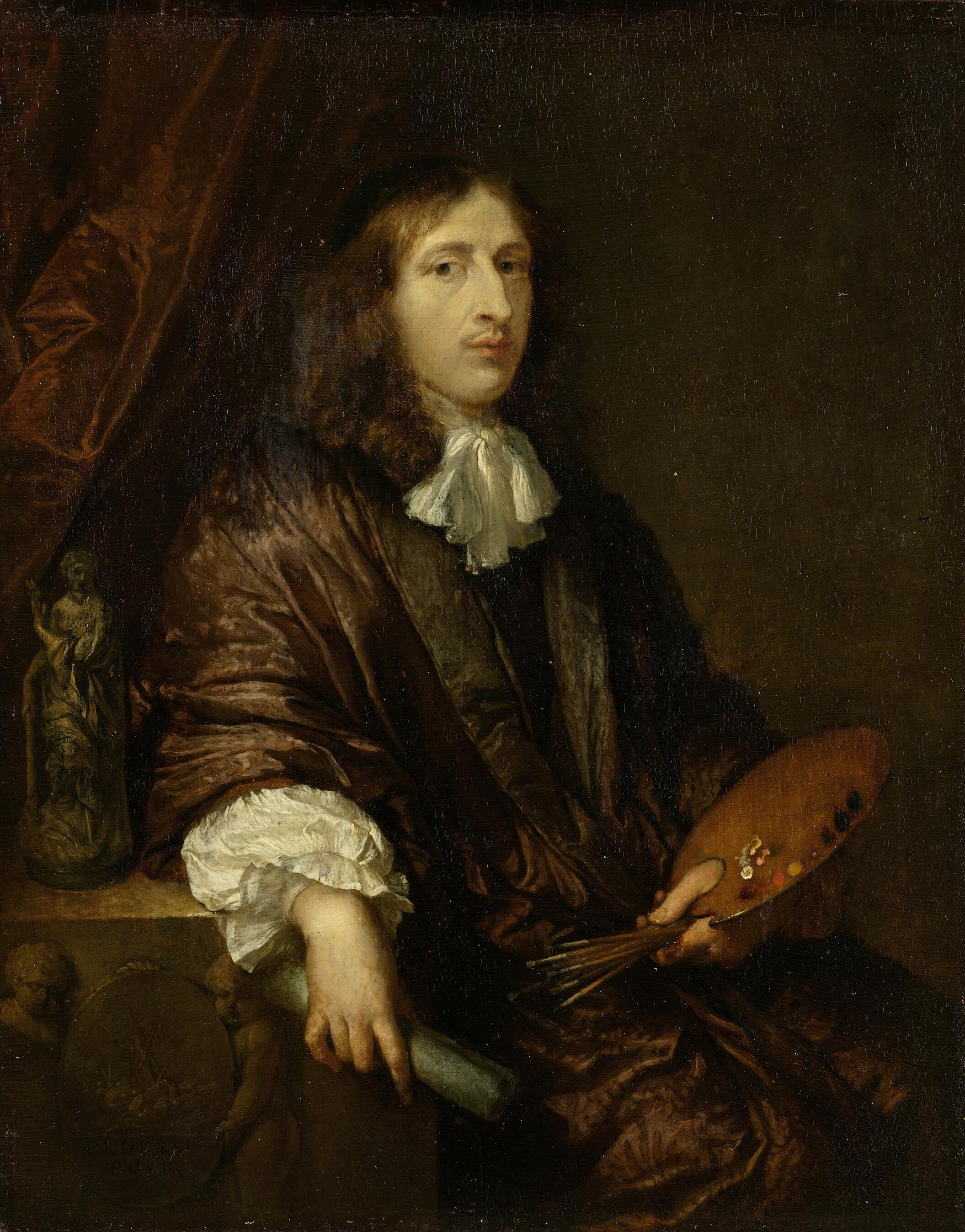
Zelfportret door Caspar Netscher, ca. 1675

Johann Netscher, geboren omstreeks 1600, beeldhouwer, overleden te Heidelberg omstreeks 1638
- Caspar Netscher (1636/1639-1684), portretschilder
  - Theodoor Netscher (1661-1728), schilder, tekenaar en decoratieschilder
  - Constantijn Netscher (1668-1723), portretschilder
    - Pieter Marinus Netscher (1717-1752), koopman en drogist te Rotterdam
      - Franciscus Netscher (1747-1819), koopman te Rotterdam
        - Franciscus Marinus Netscher (1782-1828), koopman; trouwde in 1808 met Elizabeth van der Gon (1785-1868)
          - Adriaan David van der Gon Netscher (1811-1897), luitenant-ter-zee le klas (eervol ontslagen 1848), lid Hof van politie in Brits Guyana, lid gemeenteraad van 's-Gravenhage 1873-85, stamvader van  de tak Van der Gon Netscher; trouwde in tweede echt in 1855 met zijn volle nicht Fransisca Netscher (1826-1907)
            - Antonie van der Gon Netscher (1841-1916), resident
              - Johanna Elisabeth van der Gon Netscher (1871-); trouwde in 1892 met Bernardus Schagen van Soelen (1863-1926), resident van Besoeki

            - Cornelis van der Gon Netscher (1843-), resident van Panaroekan

          - Franciscus Eliza Netscher (1813-1866), kapitein ter koopvaardij
          - Pieter Marinus Netscher (1824-1903), luitenant-generaal der infanterie, adjudant van de gouverneur van Suriname, later van de commandant van het O.-I. Leger; hij trouwt in 1867 met Jacoba Gerarda Wilhelmina Maria Scheurleer (1830-1917), lid van de familie Scheurleer en dochter van kunstschilder, lithograaf, bankier en Haags gemeenteraadslid Gerard Jacobus Scheurleer (1801-1871)

        - Henricus Johannes Netscher (1783-1855), kapitein ter koopvaardij, later suikerfabrikant op Java
          - Franciscus Henricus Johannes Netscher (1817-1878), resident van Pekalongan; trouwde in 1857 zijn volle nicht Catharina Michiela Johanna Netscher (1824-1903)
            - Franciscus Cristianus Johannes Netscher (1864-1923), letterkundige en journalist, schoolvriend van de letterkundige Louis Couperus

          - Elisa Netscher (1825-1880), bestuursambtenaar, resident, gouverneur van de Westkust van Sumatra en publicist
            - Christina Johanna Rudolfina Netscher (1858-1943); trouwde in 1877 met Henry Charles Maurenbrecher (1844-1920), lid Rekenkamer van Nederlands-Indië
            - Eliza Johanna Carolina Abramina Netscher (1861-1944); trouwde in 1848 met prof. Arend Ludolf van Hasselt (1848-1909), secretaris van de Raad van Nederlands-Indië, resident, hoogleraar te Delft

        - mr. Johannes Theodorus Netscher (1786-1864), directeur van handel en Nijverheid, lid van de Raad van State
          - Catharina Michiela Johanna Netscher (1824-1903); trouwde in 1857 met haar volle neef Franciscus Henricus Johannes Netscher (1817-1878), resident van Pekalongan
          - Justus Adrianus Henricus  Netscher (1818-1901), tekenaar, schilder, lithograaf; trouwde in 1867 met jkvr. Sophia Maria Johanna Cornets de Groot van Kraayenburg (1833-1913), lid van de familie De Groot
          - Fransisca Netscher (1826-1907); trouwde in 1855 met haar volle neef Adriaan David van der Gon Netscher (1811-1897), luitenant-ter-zee le klas (eervol ontslagen 1848), lid Hof van politie in Brits Guyana, lid gemeenteraad van 's-Gravenhage 1873-85, stamvader van  de tak Van der Gon Netscher

  - Anthonie Netscher (1679-1713), schilder

Geslachten die opgenomen zijn in het sinds 1910 verschijnende genealogische naslagwerk Nederland's Patriciaat. Lijst volgens opgave van het CBG Centrum voor familiegeschiedenis.
A · B · C · D · E · F · G · H · I · J · K · L · M · N · O · P · Q · R · S · T · U · V · W · Y · Z